# Clair George
Clair Elroy George, né le 3 août 1930 à Pittsburgh et mort le 11 août 2011 à Bethesda
est un ancien agent secret de la Central Intelligence Agency (CIA) qui a coordonné toutes les opérations clandestines de la CIA au milieu des années 1980. Selon The New York Times, Il a été « un maître-espion accompli qui déplaçait les pièces du jeu d'échecs dans la partie clandestine des intrigues de la CIA »,.

## Biographie
Après avoir servi en Corée et au Japon en tant que conscrit dans l’Army Intelligence, Clair George est l'une des premières recrues de la CIA, agence qui remplace l’Office of Strategic Services. Cette décision remet en question la sélection traditionnelle des candidats aux postes d'agents secrets, parce qu'il n'appartient pas une famille bourgeoise et ne détient aucun diplôme de l'Ivy League. Grâce à son style exubérant et son courage, il développe un sentiment de loyauté chez les agents qu'il supervise dans les régions les plus dangereuses du monde.
Après une carrière de trente ans, y compris des affectations dangereuses à Beyrouth et Athènes, George, largement décoré, sert pendant trois ans dans l'administration Reagan en tant que Deputy Director for Operations. Il occupe le troisième poste en importance dans la hiérarchie de la CIA, sous les ordres de William Casey.
Il fait la manchette lorsqu'il est soumis à une enquête judiciaire à la suite de la révélation de l'affaire Iran-Contra. Après un premier procès avorté, un jury le condamne pour un double parjure. Il reçoit toutefois le pardon présidentiel de George H. W. Bush,,. Le procureur renonce ensuite à toute poursuite ultérieure. En 1996, l'une des lois qui a permis d'accuser Clair George a été déclarée inconstitutionnelle par la Cour suprême des États-Unis, lors d'un procès sans lien.
Malgré les poursuites judiciaires, Clair George est considéré comme un héros parmi le personnel de la CIA. Après avoir pris sa retraite de l'agence, il mène avec succès une carrière de consultant en affaires internationales. Il meurt à Bethesda dans le Maryland à l'âge de 81 ans, d'un arrêt cardiaque. Mariée pendant 45 ans à Clair George, sa femme Mary, une épouse modèle selon la CIA, meurt en 2008.

### Citations originales
1. ↑  (en) « a consummate spymaster who moved the chess pieces in the CIA’s clandestine games of intrigue »